# Филип Арсенијевић (фудбалер)
Филип Арсенијевић (Титово Ужице, 2. септембра 1983) српски је фудбалер.

## Трофеји и награде
Јавор Ивањица
- Прва лига Србије: 2007/08.[2]

Шахтјор Караганди
- Премијер лига Казахстана: 2012.[3]

Јагодина
- Куп Србије: 2012/13.[4]

ТСЦ Бачка Топола
- Прва лига Србије: 2018/19.[5]